# Bråbygdens landsfiskalsdistrikt
Bråbygdens landsfiskalsdistrikt var 1956–1964 ett landsfiskalsdistrikt i Östergötlands län, bildat 1 januari 1956 (enligt beslut den 30 december 1955) genom sammanslagning av landsfiskalsdistrikten Kolmården och Vikbolandet. Den 1 januari 1965 avskaffades i Sverige samtliga landsfiskaler och landsfiskalsdistrikt, och deras arbetsuppgifter delades upp på de nyskapade indelningarna polisdistrikt, åklagardistrikt och kronofogdedistrikt.
Landsfiskalsdistriktet låg under länsstyrelsen i Östergötlands län.

## Ingående områden

### Från 1 januari 1956
- Kolmårdens landskommun
- Kvillinge landskommun
- Västra Vikbolandets landskommun
- Östra Vikbolandets landskommun